# Yuval Raphael
Yuval Raphael (in ebraico יובל רפאל‎?; Ra'anana, 5 novembre 2000) è una cantante israeliana, nota per aver rappresentato Israele all'Eurovision Song Contest 2025, arrivando seconda con il brano New Day Will Rise.
Nell'ottobre 2023 è sopravvissuta al massacro del festival musicale Supernova perpetrato da Hamas.

## Biografia
Nata a Ra'anana, nei pressi di Tel Aviv, all'età di sei anni si è trasferita con i suoi genitori a Ginevra, in Svizzera, dove ha vissuto per tre anni. Sin dall'infanzia, ha iniziato a nutrire un forte interesse per la musica e per lo spettacolo, sebbene la sua natura timida e insicura le abbia impedito di perseguirlo attivamente per lungo tempo. Tornata in Israele, durante l’adolescenza si è dedicata allo studio del teatro e della lingua araba. In seguito, ha prestato servizio militare nelle forze di difesa israeliane come combattente in diversi punti di attraversamento vicino a Gerusalemme.
Dopo alcuni mesi di crisi personale, il 7 ottobre 2023, Yuval è rimasta coinvolta nel massacro del festival musicale Supernova, esperienza che ha segnato profondamente la sua vita. Dopo essersi nascosta con altre 50 persone in un piccolo rifugio antiaereo vicino al kibbutz Be'eri, il gruppo è stato bersagliato dai terroristi di Hamas. Soltanto 11 delle 50 persone sono sopravvissute, tra cui Yuval, che ha dovuto fingere di essere morta sotto i corpi senza vita per 8 ore. La ragazza ha riportato ferite causate da alcune schegge.
In un suo intervento presso il Comitato per i diritti umani delle Nazioni Unite, ha raccontato gli orrori vissuti durante il massacro; secondo le sue parole, mentre si trovava sul posto con un nastro giallo di sensibilizzazione, ha percepito ostilità da parte dei presenti. La Raphael ha in seguito commentato l'accaduto, affermando che quell'esperienza l'ha motivata a intraprendere una carriera musicale:
Il 19 novembre 2024 è andata in onda la sua audizione per l'11ª stagione di HaKokhav HaBa, competizione utilizzata per selezionare il rappresentante israeliano all'Eurovision Song Contest. La sua interpretazione del brano Anyone di Demi Lovato ha ottenuto l'unanime approvazione della giuria, oltre a un 98% di consensi da parte del pubblico. Dopo aver superato le semifinali con Warrior di Demi Lovato, ha raggiunto la finale il 22 gennaio 2025, esibendosi con Dancing Queen degli ABBA nella prima fase e con Writing's on the Wall di Sam Smith nella superfinale. Con un totale di 157 punti, ha infine conquistato il primo posto, ottenendo così il diritto di rappresentare Israele all'Eurovision Song Contest 2025 di Basilea. Il suo brano eurovisivo, New Day Will Rise, è stato pubblicato il 9 marzo seguente e ha raggiunto il podio della Mako Hit List. All'Eurovision 2025, dopo aver superato la semifinale del 15 maggio, la cantante si piazza al secondo posto tra i partecipanti alla finale del 17 maggio, totalizzando 357 punti, ma risultando la più votata al televoto.

## Stile musicale
Esposta fin dalla tenera età alla musica classica, al jazz, al blues e al rock psichedelico, Yuval Raphael sta sviluppando uno stile principalmente influenzato da artisti pop come Beyoncé, Freddie Mercury e Celine Dion, che ha indicato come punti di riferimento in diverse interviste.

## Discografia

### Singoli
- 2025 – New Day Will Rise

#### Come artista ospite
- 2022 – Lo HaZman (Story feat. Yuval Raphael)